# Ткаченко, Сергей Николаевич (хоккеист)
Сергей Николаевич Ткаченко (укр. Сергій Миколайович Ткаченко; род. 6 июня 1971, Киев) — советский и украинский хоккеист, вратарь. Тренер.

## Биография
Воспитанник киевского хоккея. Начинал играть в команде первой лиги ШВСМ (Киев). В следующем сезоне провёл один матч за «Сокол» в высшей лиге — 8 ноября в гостевом матче против ЦСКА (3:5) при счёте 3:5 заменил на 51-й минуте Юрия Шундрова. Следующие два сезона провёл в «Соколе». На драфте НХЛ 1993 года был выбран в 11-м раунде под общим 280-м номером клубом «Ванкувер Кэнакс». Девять сезонов провёл в низших североамериканских лигах, играя за команды «Брантфорд Смоук» (1992/93), «Гамильтон Кэнакс» (1992/94), «Коламбус Чилл» (1993/94), «Бирмингем Буллз» (1994/95), «Саут Каролина Стингрейс» (1994/95), «Сиракьюс Кранч» (1994/95, 1995/96), «Оклахома-Сити Блейзерс» (1995/96), «Роли АйсКэпс» (1995/96), «Луизиана АйсГейторз» (1996/97), «Ноксвилл Черокиз» (1996/97), «Анкоридж Эйсез» (1997—1999), «Ашвилл Смоук» (1999/2000), «Арканзас Риверблейдс» (1999/2000), «Гринвилль Гррроул» (1999/2000), «Сан-Анджело Аутлоз» (2000—2001). Перед сезоном 2001/02 перешёл в команду российской Суперлиги «Салават Юлаев» Уфа. В первом же матче против «Молота-Прикамье» (3:6) в гостях пропустил пять шайб и на 53-й минуте был заменён на Евгения Кононова. Меньше чем через месяц клуб расстался с Ткаченко. По итогам сезона занял третье место в номинации «Чёрная дыра» для вратарей с наиболее провальным коэффициентом непробиваемости по версии издания «Советский спорт». Провёл в сезоне два матча за «Сокол» и завершил карьеру.
Чемпион Европы среди юниорских команд 1989. Серебряный призёр молодёжных чемпионатов мира 1990 и 1991.
Жил в Северной Америке, в 2012 году по приглашению Александра Годынюка стал тренером вратарей клуба «Динамо» Харьков. В следующем сезоне работал на этой должности в клубе МХЛ «Молодая гвардия» Донецк, после начала войны в Донбассе приостановившем свою деятельность. Затем — тренер в юношеской команде «Сокола».